# Anna Maria van Schurman
Anna Maria van Schurman (Colònia, 5 de novembre de 1607 - Wiuwert, Frísia, 4 de maig de 1678) va ser una pintora, gravadora, poeta i erudita germanoholandesa. Coneguda a tot Europa per la seva educació, va sobresortir en l'art, la música i la literatura i es va convertir en experta en catorze idiomes, entre els quals, a més d'idiomes europeus contemporanis, també el llatí, grec antic, hebreu, àrab clàssic, siríac, arameu i amhàric.

## Formació i carrera artística
Van Schurman va néixer a Colònia, filla de pares acomodats, Frederik de Schurman i Eva von Harff, de Dreiborn. Als quatre anys ja llegia. Als sis anys, al 1613, després de la mort del seu pare, es va traslladar a Utrecht amb la seva mare i dues ties. A la dècada de 1630 va aprendre l'art del gravat amb Magdalena van de Passe. El 1636 va ser la primera dona estudiant de la Universitat d'Utrecht. Les dones en aquest moment tenien prohibit estudiar en una universitat i, a les classes a les quals assistia, ho havia de fer darrere d'una cortina perquè els estudiants masculins no poguessin veure-la. Va mostrar interès en la literatura i tota mena de ciències, però sobretot en teologia. Finalment, es va graduar en dret.
Van Schurman també va desenvolupar una àmplia varietat d'interessos artístics. Va produir delicats gravats utilitzant un cristall de diamant i es va convertir en experta en escultura, modelat en cera i talla de fusta i ivori. També va pintar, especialment retrats.

## Pensament teològic i labadisme
El 1664 va conèixer Jean de Labadie, un antic jesuïta que s'havia convertit al protestantisme i havia fundat una secta religiosa contemplativa coneguda com a «labadisme». Anna Maria van Schurman va acollir les seves idees i es va convertir en la seva principal ajudanta. La secta es va traslladar a Àmsterdam, però no va ser ben rebuda i es va traslladar novament a Altona (llavors a Dinamarca i ara a Alemanya), on Labadie va morir el 1674. Posteriorment el grup es va traslladar de nou a Wieuwerd, a Frísia, on van Schurman va morir el 1678. El labadisme es va extingir totalment setanta anys més tard, al voltant de l'any 1750.

## Obres

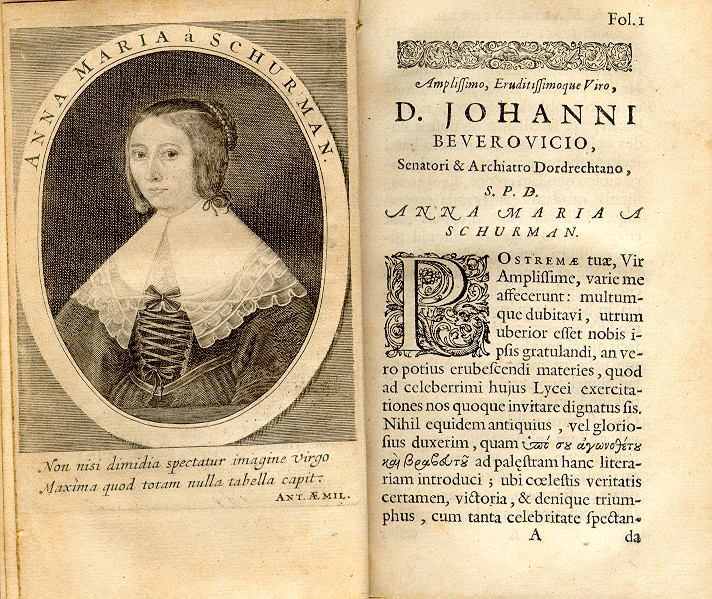
Frontispici i primera pàgina dOpuscula Hebraea, Graeca, Llatina, Gallica, Prosaica et Metrica, recopilació d'escrits de van Schurman publicada el 1652

Anna Maria von Schurman va publicar És l'estudi de les lletres adequat per a una dona cristiana? en neerlandès i va ser traduït al francès el 1646 i a l'anglès el 1659. També n'hi ha una versió llatina (Num feminae Christianae convenit studium litterarum), que està inclosa en l'edició recopilada de 1648. Hi argumenta, utilitzant la tècnica escolàstica del sil·logisme, que les dones han de ser educades en totes les qüestions, però no han d'utilitzar la seva educació en l'activitat professional o ocupació i no s'ha d'interferir en les feines domèstiques. Per al seu temps era una posició molt avançada. També argumentava que, si les dones estiguessin més formades, podrien entendre millor la Bíblia i així estimar millor Déu. En l'obra Sobre la capacitat de la ment femenina per a l'aprenentatge (1640) afirma: «El que omple la ment humana amb gust infreqüent i honest és apropiat per a la dona humana».
El seu últim treball, Eucleria (1673), el va escrriure amb l'ajuda de Jean de Labadie. Les seves obres completes, inclosa la correspondència en francès, llatí, grec i hebreu, van ser publicades el 1648 i editades per Friedrich Spanheim, un altre deixeble de Labadie.